# Aus nächster Nähe
Aus nächster Nähe (Up Close & Personal) ist ein Spielfilm des US-amerikanischen Regisseurs Jon Avnet aus dem Jahr 1996. Die Handlung basiert lose auf dem Leben der US-amerikanischen Journalistin Jessica Savitch (1947–1983) und folgt dem Aufstieg einer jungen Frau aus der US-amerikanischen Provinz (gespielt von Michelle Pfeiffer), die durch Hilfe ihres Nachrichtenchefs (Robert Redford) zur beliebten und erfolgreichen Fernsehjournalistin avanciert. Das Filmdrama wurde von Touchstone Pictures, Cinergi Pictures Entertainment und der Avnet/Kerner Productions produziert.

## Handlung
Die junge und naive Sallyann „Sally“ Atwater wächst in einer kleinen Bergarbeiterstadt in Nevada auf. Sie verdient sich ihren Lebensunterhalt in einem Spielcasino in Reno und träumt von einer Karriere beim Fernsehen. Sie belegt am städtischen College Abendkurse und nimmt ein gefälschtes Demoband auf. Sally bewirbt sich bei verschiedenen Fernsehstationen und wird von einem lokalen Fernsehsender in Miami als Assistentin engagiert. Der Nachrichtenchef ist Warren Justice, ein ehemaliger Korrespondent im Weißen Haus. Sie überzeugt ihn nach diversen Aushilfstätigkeiten, ihr die Rolle der Wetterfee anzuvertrauen. Obwohl ihr erster Auftritt nicht erfolgreich ist und sie als „Tally Atwater“ vorgestellt wird, sieht Justice in ihr das „gewisse Etwas“. Fortan wird sie unter diesem Namen von ihm als Reporterin eingesetzt und gefördert. Beide finden auch kurzzeitig das private Glück.
Nachdem sie es als Co-Moderatorin bis in die Nachrichten geschafft hat, bringt Tally ein während der Sendung geführter Streit mit Moderator Rob Sullivan bei den Verantwortlichen in Misskredit. Sie lernt daraufhin den einflussreichen Agenten Bucky Taranova kennen, der sie als Reporterin bei einem großen Fernsehsender in Philadelphia unterbringt. Dort beginnt Tally unter den Angriffen der etablierten Fernsehmoderatorin Marcia McGrath zu leiden. Gleichzeitig wird sie als neue Reporterin nicht vom Publikum angenommen und unterzieht sich auf Rat der Berater einem Imagewechsel. Warren Justice folgt ihr auf Bitten von Taranova nach Philadelphia und unterstützt Tally. Beide nehmen ihre Beziehung wieder auf. Daraufhin findet Tally zu ihrem alten Selbstbewusstsein zurück. Die Quoten steigen und sie übernimmt die Stelle von Marcia als Nachrichtenmoderatorin.
Justice, der kommerzielle Berichterstattung ablehnt, findet an der Ostküste keine Anstellung. Durch einen Skandal um eine falsche Quelle, der er glaubte – seine Exfrau Joanna Kennelly – hatte er einst seine Karriere in Washington, D.C. aufgeben müssen. Tally lässt ihre Beziehungen spielen, um fortan mit ihm zusammenarbeiten zu können. Das Paar heiratet. Tally und Warren widmen sich daraufhin einem Hintergrundbericht über die Haftbedingungen in amerikanischen Gefängnissen. Der Nachrichtenchef John Merino lässt aber Justice wissen, dass Tally ihm den Job besorgt hat. Warren bricht daraufhin die Zusammenarbeit ab und plant eine Hintergrundgeschichte über die Übergabe des Panamakanals zu verfolgen, an der die Fernsehnetzwerke nicht interessiert sind. Tally verfolgt allein ihre Geschichte weiter und wird bei einer Gefängnisrevolte in Holmesburg gemeinsam mit ihrem Kameramann eingeschlossen. Mit Hilfe von Warren berichtet sie daraufhin live landesweit vom Geschehen im Gefängnis. Sie überlebt die Erstürmung der Haftanstalt durch Sonderkommandos der Polizei.
Nach ihrer preisgekrönten Berichterstattung aus dem Gefängnis wird Tally befördert. Sie soll allein das Büro des Fernsehnetzwerkes in Washington, D.C. übernehmen und als Moderatorin und Nachrichtensprecherin arbeiten. Tally möchte lieber die gemeinsame Arbeit mit Warren fortsetzen. Dieser gibt ihr aber zu verstehen, dass sie sich mittlerweile zu einer exzellenten Journalistin entwickelt hat und auf seine Hilfe nicht mehr angewiesen ist. Warren bricht daraufhin zur Recherche nach Panama auf, um über die Bewaffnung von Gruppen zu recherchieren, die die Übergabe des Panamakanals ablehnen. Während der Abschiedsfeier in ihrer alten Nachrichtenredaktion erfährt Tally, dass ihr Ehemann in Panama bei einem Überfall aus dem Hinterhalt getötet wurde. Während er mit seiner Geschichte postum in Washington für Unbehagen sorgt, tritt sie die vorgesehene Stelle an und gedenkt ihres verstorbenen Mannes bei ihrer Rede auf der Jahresabschlussfeier des Fernsehnetzwerkes.

## Entstehungsgeschichte
Ursprünglich war geplant, die Lebensgeschichte der US-amerikanischen Nachrichtensprecherin Jessica Savitch zu erzählen. Savitch war Ende der 1970er Jahre eine der ersten „Anchorwomen“ bei den Nachrichten eines großen US-Fernsehnetzwerkes (NBC). Nach persönlichen Schicksalsschlägen und einer angeblichen Drogensucht kam sie im Alter von 36 Jahren bei einem Verkehrsunfall ums Leben. Die Umsetzung des Films zog sich über Jahre hin – Drehbuchautor John Gregory Dunne und seine Ehefrau Joan Didion waren ab Frühjahr 1988 an dem Projekt beteiligt und lieferten insgesamt 27 Drehbuchentwürfe ab. Zahlreiche Regisseure und Schauspielerinnen wurden in dieser Zeit mit dem Stoff in Verbindung gebracht, darunter John Frankenheimer, Penny Marshall und Tony Richardson sowie Meg Ryan, Kathleen Turner und Robin Wright. „Wir hörten nicht auf, unsere Meinung zu ändern. Zuerst wollten wir in die eine Richtung gehen, dann in eine andere.“, so Ed Hookstratten. Der Agent von Tom Brokaw und auch Jessica Savitch war an dem Film als ausführender Produzent beteiligt. Die Unstimmigkeiten setzten sich bei den Dreharbeiten fort. Regisseur Jon Avnet wollte in die Geschichte mehr Komik einbauen. Die Hauptdarsteller Robert Redford und Michelle Pfeiffer waren dagegen für eine ernsthaftere und härtere Story.
Der Film wurde eine Woche in Florida, zwei Wochen in Philadelphia sowie mehrere Wochen in Los Angeles gedreht. Als Drehort für den fiktiven Fernsehsender WMIA wurde der Miami-Sender WTVJ als Drehort ausgewählt, der auf den Mauern eines alten Kinos erbaut wurde. Ein weiterer Drehort war Reno (Nevada). Regisseur Jon Avnet hatten Medien schon immer fasziniert. Gleichzeitig hatte er Interesse an dieser „Mentor-Protegé-Beziehung, in der der Protogé den Mentor am Ende wieder zu dem erweckt, was und wer er war“, so Avnet. „Eines der Elemente, die mir an der Story besonders gut gefielen, war die Tatsache, dass es keine Geschichte ist, die eine Antihaltung zur Medienwelt vertritt. Was wir wollten, war eine bestimmte Einsicht in diese Welt zu geben und zu zeigen, wie diese Welt die Menschen persönlich bestimmt, die in ihr leben.“ Die Konstruktion von speziellen Konvertern war notwendig, um das Videomaterial (30 Bilder pro Sekunde) auf das eines Kinofilms (24 Bilder) umzuwandeln. Gleichzeitig besetzte Avnet echte Fernsehjournalisten aus Miami und Philadelphia.
Die Produktionskosten betrugen schätzungsweise 60 Millionen US-Dollar.

## Rezeption

### Vereinigte Staaten
Aus nächster Nähe feierte seinen Kinostart am 1. März 1996 in den Vereinigten Staaten und wurde dort von Buena Vista vertrieben. Der Film konnte mit Einnahmen von ca. 51 Millionen US-Dollar seine geschätzten Produktionskosten nicht einspielen.
Janet Maslin (The New York Times) bemerkte, dass die Geschichte „zahnlos“ vor allem im Vergleich zur Biografie von Jessica Savitch wirke. Der Film sei aber aufgrund seiner Besetzung „verlockend“ und erinnere an die Zeiten, als Filmstar-Romanzen die Kinoleinwand erhellten. James Berardinelli bezeichnete den Film auf ReelViews als eine „spritzige“ und „nett fotografierte“ Seifenoper. Sie beruhe auf der Lebensgeschichte der real existierenden Nachrichtensprecherin Jessica Savitch, welche „weit interessanter“ als der Film sei.
Für Roger Ebert (Chicago Sun-Times) war der Film nicht mehr als „diese Karriere-Romane für Teenager, in denen ein mutiges Mädchen aufsteigt, geführt von einem hilfsbereiten Mentor“. Die Geschichte sei „gekünstelt und schmalzig“, funktioniere aber als Liebesgeschichte. Avnets Regiearbeit bleibe in seiner Darstellung des Fernsehgeschäfts „oberflächlich“. Die Nebendarsteller (Stockard Channing, Kate Nelligan, Joe Mantegna und Glenn Plummer) seien „vorzüglich“.
Rita Kempley (The Washington Post) sah in Aus nächster Nähe „definitiv keinen weiteren ‚Broadcast News‘“, sondern ein „Märchen“, das versuche, sich als Kritik an Fernsehnachrichten darzustellen. Der Film sei genauso „glänzend und leer wie ein Weihnachsspecial“. Savitchs „vom Unglück verfolgte Karriere“ wäre wahrscheinlich ein besserer Film gewesen, und Michelle Pfeiffer teile mit ihr nur den „Mumm und die Haarfarbe“.
Drehbuchautor John Gregory Dunne veröffentlichte 1997 mit Monster: Living Off the Big Screen ein Buch über seine Erlebnisse beim mühevollen Zustandekommen des Films, in dem er sich auch sehr zynisch über die Praktiken Hollywoods äußerte.

### Deutschland
| Datum    | Zuschauer (Vorwoche) | Platz | Platz eins (Zuschauer – Vorwoche) |
| -------- | -------------------- | ----- | --------------------------------- |
| 23. Sep. | 152.940              | 3     | Twister (738.778)                 |
| 30. Sep. | 105.012              | 3     | Independence Day (1,918 Mio.)     |
| 7. Okt.  | 89.490               | 3     | Independence Day (1,363 Mio.)     |
| 14. Okt. | 86.130               | 6     | Independence Day (1,243 Mio.)     |
| 21. Okt. | 49.538               | 8     | Independence Day (707.312)        |
| 28. Okt. | 45.404               | 9     | Der verrückte Professor (580.154) |
| 4. Nov.  | 43.690               | 6     | Der verrückte Professor (481.632) |
| 11. Nov. | 32.169               | 12    | Der verrückte Professor (493.555) |

Der Filmstart in Deutschland erfolgte am 12. September 1996, wo sich Aus nächster Nähe mit über 152.000 Zuschauern in der ersten Woche auf Platz drei der Kinocharts hinter Twister und Eraser platzieren konnte. Der Film hielt sich mit über 850.000 Besuchern bis Anfang November 1996 unter den Top 12 der deutschen  Kinocharts.
Die deutsche Fachpresse kritisierte den Film fast einstimmig als oberflächlich und konventionell und zog von der Handlung her Parallelen zu den A Star Is Born-Verfilmungen. Die Autoren Joan Didion und John Gregory Dunne hatten das Drehbuch für die Version mit Barbra Streisand (1976) geschrieben.
Franz Everschor (film-dienst) kritisierte den Film für seine konventionelle Inszenierung als „ein schamlos sentimentales und unrealistisches Melodram, eine vollsynthetische Liebesgeschichte im Fernsehmilieu, die man nicht einmal mit James L. Brooks' 'Nachrichtenfieber – Broadcast News' vergleichen muß, um zu sehen, wie konsequent hier allen wirklichen Konflikten aus dem Weg gegangen wird.“ Er pries jedoch das „unglaublich stimmige Zusammenspiel“ der beiden Hauptdarsteller Michelle Pfeiffer und Robert Redford und sah es als Pluspunkt an, dass sich die Liebesgeschichte nur langsam entwickle. Ähnlich fiel die Kurzkritik im Spiegel aus, die von einem „Herz-Schmerz-Film, weit weg von dem Krawall-Genre, mit denen in L. A. das dicke Geld gemacht wird“ sprach.
Carla Rhode (Der Tagesspiegel) empfand, dass die Romanze entschieden überwiege und die Medienwelt eine „vordergründige Kulisse“ bliebe. Auch sie lobte das Spiel der beiden Hauptdarsteller, das den „gefühligen Film“ vor dem Absturz in den Kitsch bewahre. Avnet gehe nicht so weit, den Berufsstand zu desavouieren, der Grundton sei „mild und versöhnlich“. Je süßlicher die Liebelei zwischen den beiden Hauptdarstellern werde, desto „pathetischer und klebriger“ werde das Drehbuch, bemerkte die Stuttgarter Zeitung. Avnet inszeniere „verlogener als die sensationsgeilen Action-Nachrichten und noch dazu lahmer und plumper“. „Ein glattes Stück Hollywood-Konfektionsware, nicht mehr“ sah auch Frank Schnelle (Frankfurter Rundschau). Die Hauptdarsteller würden „Solides“ bieten, wirkten aber „ein wenig verloren in einem Plot, der nie genau weiß, wo er eigentlich hin will.“ Die Themen würden nur angekratzt werden, nie würde hinter die TV-Kulissen geschaut, wie es Network oder Broadcast News täten. Die großen Gefühle reduzierten sich bei Avnet „auf kitschige Bilder aus dem Reiseprospekt“. Der Film kippe am Ende vollends, da die harten und dramatischen Gefängnisszenen „beliebig“ wirken würden und diesen „jede dramaturgische Notwendigkeit“ fehle. Mit der Biografie von Jessica Savitch hätte der Film „(fast) nichts mehr zu tun“.

## Auszeichnungen
Diane Warren gewann im Jahr 1997 für den Song Because You Loved Me, der von Céline Dion interpretiert wurde, den Film and Television Music Award der American Society of Composers, Authors and Publishers und den Grammy Award. Sie wurde 1997 für den Oscar und für den Golden Globe Award nominiert.
Stockard Channing erhielt für ihre Darstellung der Marcia im Jahr 1997 den Blockbuster Entertainment Award („Beste Nebendarstellerin – Liebesfilm“).